# Matías Fissore
Matías Óscar Fissore (San Marcos Sud, 21 settembre 1990) è un calciatore argentino con passaporto italiano, centrocampista del Güemes (SdE).
In patria è stato soprannominato la Pulga (in italiano la Pulce).

## Caratteristiche tecniche
Ha ottime qualità nel controllo palla, abile negli inserimenti e nell'uno contro uno.

## Carriera
Inizia la sua carriera da calciatore professionista nel 2006, quando viene acquistato dall'Atlético de Rafaela dove, in soli quattro anni, compie tutta la trafila delle giovanili fino al giorno del suo debutto da professionista: esordisce l'8 agosto in occasione del match di Primera B Nacional con il Defensa y Justicia, dove rimedia anche la sua prima ammonizione in carriera. Realizza la sua prima rete in carriera il 5 febbraio 2011, in occasione del match di campionato con l'Aldosivi. A fine stagione, insieme ai suoi compagni di squadra, si aggiudica il primo posto nella Primera B Nacional valevole per la promozione in Primera División per la stagione 2011-2012.
Realizza la sua prima rete in Primera División il 12 febbraio 2012, in occasione del match di campionato giocato con il Banfield.

## Palmarès

### Club

#### Competizioni nazionali
- Primera B Nacional: 1

Atlético de Rafaela: 2010-2011